# Бэби-клуб
Бэби-клуб — российская сеть детских клубов и садов. По состоянию на апрель 2021 года сеть насчитывает 164 клуба, в том числе 16 в формате клуб/сад и 7 садов полного дня в 54 городах и трёх странах (Россия, Казахстан и Чехия).

## История
В 2000 г. открылся первый клуб в Самаре в собственной квартире Евгении Белонощенко.
В 2006 г. сеть выросла до 4 клубов в Самаре.
В 2007 г. семья Белонощенко переезжает в Москву и открывает там 3 клуба.
В 2008 г. было продано 18 клубов, принадлежавших семье Белонощенко, и запущена франшиза.
В 2009 г. была продана первая франшиза в г. Санкт-Петербург.
В 2010 г. в сети работало 33 клуба в нескольких городах России.
В 2015 г. открывается Торговый дом, в котором представлена брендированная продукция.
В 2020 г. количество клубов сократилось из-за кризиса, связанного с пандемией, и составило на конец года 158.
В апреле 2021 г. сеть выросла до 164 клубов.

## Социальные проекты
В 2016 году Бэби-клуб начал реализовывать некоммерческий проект «Kid-friendly»/«Здесь рады детям». Целью проекта заявлено создание дружественной и комфортной среды для детей в городе, например, доступность воды и туалетов. Учреждение или заведение, участвующее в проекте, отмечается специальной табличкой.

## Книги
В декабре 2010 года компания Бэби-клуб стала инициатором переиздания книги «После трёх уже поздно». Её оформление выполнила Студия Артемия Лебедева. В 2011 году книга победила в Книжной премии Рунета в двух номинациях: Выбор пользователей и Бестселлер на Озоне.[значимость факта?]
В 2013 году вышла в свет книга «Рожденные с характером» Евгении Белонощенко. В 2014 году книга победила в Книжной премии Рунета в номинации «Бестселлер на Озоне».[значимость факта?]